# Psilogaster
Psilogaster is een geslacht van vlinders van de familie spinners (Lasiocampidae).

## Soorten
- P. achilleae (Scriba, 1793)
- P. argentifera (hering, 1936)
- P. loti (Ochsenheimer, 1810)